# 크리스티안 로메로
크리스티안 가브리엘 로메로(스페인어: Cristian Gabriel Romero, 1998년 4월 27일~)는 아르헨티나의 축구 선수로, 포지션은 센터백이다. 현재 프리미어리그의 토트넘 홋스퍼 FC와 아르헨티나 축구 국가대표팀에서 활동하고 있다. 그는 공격적인 수비 방식, 태클 능력, 공중 지배력, 볼 플레이 능력으로 세계 최고의 수비수 중 한 명으로 꼽힌다.

## 구단 경력

### 세리에 A
2018년 7월, 로메로는 세리에 A의 제노아에 입단했다. 그는 두 번째 제노아 경기에서 첫 시니어 골을 넣었고, 10월 28일, 우디네세와의 경기에서 2-2 무승부를 기록했지만 나중에 퇴장당했다. 2019년 7월 9일, 유벤투스는 로메로가 이적 요청을 앞두고 메디컬 테스트를 받고 있다고 발표했다.
2019년 7월 12일, 유벤투스는 제노아로부터 2,600만 유로에 로메로를 영구 인수한다고 발표했으며, 로메로는 남은 시즌 동안 전 소속팀에 임대되어 있었다.
2020년 9월 5일, 로메로는 2022년 6월 30일까지 아탈란타에 임대되어 옵션으로 입단했다. 그는 2020-21년 세리에 A 시즌 최고의 수비수로 선정되었다.

### 토트넘 홋스퍼
2021년 8월 6일, 유벤투스는 아탈란타가 로메로와 1,600만 유로에 계약할 수 있는 옵션을 활성화했다고 발표했다. 그날 늦게 프리미어리그 클럽 토트넘 홋스퍼는 아탈란타와 계약을 영구화할 수 있는 옵션과 함께 시즌 초반 임대 계약을 맺었다고 발표했다.
로메로는 8월 15일, 맨체스터 시티와의 경기에서 피에르에밀 호이비에르와 교체 투입되어 데뷔했으며, 토트넘은 1-0으로 승리했다. 2021년 8월 19일, 그는 파수스드페헤이라와의 UEFA 유로파 컨퍼런스리그 1차전 경기에서 첫 선발 출전했지만 1-0으로 패했다. 로메로는 브라이턴 & 호브 앨비언과의 경기에서 토트넘 소속으로 첫 골을 넣으며 2-0으로 승리했다. 2022년 8월 30일, 그는 2027년까지 계약을 맺고 토트넘과 영구 계약을 체결했다.
2023-24년 프리미어리그 시즌을 앞두고 로메로는 토트넘의 부주장 중 한 명으로 선정되었다. 그는 시즌을 힘차게 시작하며 안지 포스테코글루 감독으로부터 토트넘 수비의 "바위"로 묘사되었고, 10월에는 이달의 선수상 후보에 올랐다.
로메로는 2025년 UEFA 유로파리그 결승전에 풀타임 출전하여 맨체스터 유나이티드를 상대로 1-0 승리를 거두는 데 기여하였다. 그는 경기 최우수 선수로 선정되었으며, 개인 통산 첫 클럽 우승 타이틀과 함께 토트넘 홋스퍼의 17년 만의 메이저 대회 우승을 이끌었다.

## 국가대표팀 경력
2021년 6월 3일, 로메로는 칠레와의 2022년 FIFA 월드컵 예선 전에서 아르헨티나 국가대표팀 데뷔 전을 치르며 풀타임을 소화했다. 6월 8일, 아르헨티나 국가대표팀에서 치른 두 번째 경기에서 그는 콜롬비아와의 경기에서 130초 만에 헤딩슛으로 첫 국가대표 골을 넣었다. 이 골은 또한 1985년 베네수엘라와의 경기에서 168초 만에 디에고 마라도나가 기록한 골을 뛰어넘는 아르헨티나 프로 경기 역대 가장 빠른 득점 기록을 경신했다.
2021년 6월, 로메로는 아르헨티나가 대회에서 우승하면서 리오넬 스칼로니의 2021년 코파 아메리카 및 토너먼트 팀 최종 28인 명단에 포함되었다. 로메로는 2022년 FIFA 월드컵에서 우승한 아르헨티나 국가대표팀의 핵심 멤버이기도 했으며, 결승전을 포함한 7경기 중 6경기에 선발 출전했다.
2024년 6월, 로메로는 2024년 코파 아메리카에 출전하는 스칼로니 감독의 아르헨티나 국가대표팀 최종 26인 명단에 포함되었다.

## 플레이 스타일
로메로는 항상 "앞발"에서 뛰는 "적극적인" 수비수로 묘사되어 왔다. 이를 통해 그는 백라인으로 나서서 미드필드에서 중요한 인터셉트를 할 수 있다. 그는 위험한 플레이 스타일로 의사 결정을 내리는 것으로 잘 알려져 있다. 로메로는 공중에서 뛰어난 능력을 발휘하는 것으로도 유명하며 박스 안에서 헤딩슛을 성공시키는 데 능숙하다.

## 기록
토트넘
- UEFA 유로파리그: 2024–25[26]

아르헨티나
- FIFA 월드컵 : 2022[27]
- 코파 아메리카 : 2021[28], 2024[29]

### 개인
- 세리에 A 최우수 수비수 : 2020-21
- UEFA 유로파리그 최우수 선수 : 2024-25
- UEFA 유로파리그 시즌의 팀 : 2024-25
- UEFA 유로파리그 결승 MoM : 2025
- 코파 아메리카 토너먼트의 팀 : 2021, 2024